# Jonas Fricker
Jonas Fricker, née le 30 mars 1977 à Schönenwerd, est une personnalité politique suisse membre des Verts, conseiller national de 2015 à 2017.

## Parcours politique
Il est forcé de démissionner du Conseil national après avoir comparé le trajet des porcs à l'abattoir à celui des juifs vers les camps de concentration.